# Tasha Williams
Pour les articles homonymes, voir Tasha et Williams.
Tasha Williams est un personnage fictif créé par Ilene Chaiken pour la série télévisée The L Word. 
Elle est interprétée par l'actrice Rose Rollins et fait sa première apparition dans le cinquième épisode de la quatrième saison et restera présente durant les saisons 4, 5 et 6.

## Tasha
Elle est la meilleure amie de Papi. Elle est officier de la police militaire et a été en Irak et souffre depuis de trouble de stress post-traumatique. 

## Saison 4
Tasha tombe amoureuse d'Alice avant de devoir repartir en Irak. 

## Saison 5
Elle est renvoyée de l'armée après avoir avoué son amour pour Alice Pieszecki devant le tribunal militaire.

## Apparition du personnage par épisode
| Tasha Williams | Tasha Williams | Tasha Williams | Tasha Williams | Tasha Williams | Tasha Williams | Tasha Williams | Tasha Williams | Tasha Williams | Tasha Williams | Tasha Williams | Tasha Williams | Tasha Williams |
| Saison 1       | Saison 1       | Saison 1       | Saison 1       | Saison 1       | Saison 1       | Saison 1       | Saison 1       | Saison 1       | Saison 1       | Saison 1       | Saison 1       | Saison 1       |
| -------------- | -------------- | -------------- | -------------- | -------------- | -------------- | -------------- | -------------- | -------------- | -------------- | -------------- | -------------- | -------------- |
| 01             | 02             | 03             | 04             | 05             | 06             | 07             | 08             | 09             | 10             | 11             | 12             | 13             |
| -              | -              | -              | -              | -              | -              | -              | -              | -              | -              | -              | -              | -              |
| Saison 2       |                |                |                |                |                |                |                |                |                |                |                |                |
| 01             | 02             | 03             | 04             | 05             | 06             | 07             | 08             | 09             | 10             | 11             | 12             | 13             |
| -              | -              | -              | -              | -              | -              | -              | -              | -              | -              | -              | -              | -              |
| Saison 3       |                |                |                |                |                |                |                |                |                |                |                |                |
| 01             | 02             | 03             | 04             | 05             | 06             | 07             | 08             | 09             | 10             | 11             | 12             |                |
| -              | -              | -              | -              | -              | -              | -              | -              | -              | -              | -              | -              |                |
| Saison 4       |                |                |                |                |                |                |                |                |                |                |                |                |
| 01             | 02             | 03             | 04             | 05             | 06             | 07             | 08             | 09             | 10             | 11             | 12             |                |
| -              | -              | -              | -              | Oui            | Oui            | Oui            | Oui            | Oui            | Oui            | Oui            | Oui            |                |
| Saison 5       |                |                |                |                |                |                |                |                |                |                |                |                |
| 01             | 02             | 03             | 04             | 05             | 06             | 07             | 08             | 09             | 10             | 11             | 12             |                |
| Oui            | Oui            | Oui            | Oui            | Oui            | Oui            | Oui            | Oui            | Oui            | Oui            | Oui            | Oui            |                |
| Saison 6       |                |                |                |                |                |                |                |                |                |                |                |                |
| 01             | 02             | 03             | 04             | 05             | 06             | 07             | 08             |                |                |                |                |                |
| Oui            | Oui            | Oui            | Oui            | Oui            | Oui            | Oui            | Oui            |                |                |                |                |                |